# Bupleurum salicifolium
Espèce
Bupleurum salicifolium est une espèce de plantes à fleurs du genre Bupleurum et de la famille des Apiaceae. C'est une plante herbacée vivace endémique de la Macaronésie.

## Synonymes
- Bupleurum aciphyllum var. robustum Burch. (1970)[2]

## Habitat
Espèce endémique de Madère, Porto Santo, El Hierro et La Gomera.

## Liste des sous-espèces et variétés
Selon Catalogue of Life (12 mars 2019) :
- sous-espèce Bupleurum salicifolium subsp. aciphyllum (Webb ex Parl.) Sund. & Kunk.
- sous-espèce Bupleurum salicifolium subsp. salicifolium

Selon The Plant List (12 mars 2019) :
- sous-espèce Bupleurum salicifolium subsp. aciphyllum (Webb & Berthel.) Sunding & Kunkel

Selon Tropicos (12 mars 2019) (Attention liste brute contenant possiblement des synonymes) :
- sous-espèce Bupleurum salicifolium subsp. aciphyllum (Webb & Berthel.) Sunding & Kunkel
- variété Bupleurum salicifolium var. angustifolium H. Wolff
- variété Bupleurum salicifolium var. lancifolium H. Wolff
- variété Bupleurum salicifolium var. robustum (Buchard) Kunkel